# Велика яскрава вітрина
«Велика яскрава вітрина» (нім. Großes helles Schaufenster) — картина німецького художника Августа Маке, написана в 1912 році. Зберігається в Музеї Шпренгеля в Ганновері.

## Історія створення
Картина написана Маке приблизно в листопаді 1912 року. На художника вплинули побачені на Рейнському салоні мистецтв у Кельні полотна італійських футуристів. Там експонувалися твори з пересувної виставки футуристів, які раніше виставляли в Парижі, Лондоні і берлінській галереї «Штурм». На виставці Маке побував разом із Францем Марком.
Футуристичний погляд на життя великого міста виявився близьким Маке. У нього з'явився новий мотив — жінка перед вітриною. Пізніше, в 1913 році, художник розробляв в малюнку кілька його варіацій, а в 1914-му, в Хільтерфінгене, написав «Магазин модного одягу». У «Великій яскравій вітрині» Маке вперше звернувся до цієї теми.
Великоформатне полотно Маке — ремінісценція картини Умберто Боччоні «Вулиця входить в будинок» (1911 рік, Музей Шпренгеля, Ганновер), яка також експонувалася на Рейнському салоні. Як і у Боччоні, у Маке центром композиції є жіноча фігура, але замість будинків, що багаторазово повторюються і напливають один на одний і перехожих, навколо неї утворюється вихор з безлічі відображень у вітринній шибці. Предмети, виставлені в залитій сонячним світлом вітрині, об'єднуються з відбитками коней, впряжених в екіпажі, і перехожих. Дзеркальне скло, де поєднуються різні плани і химерно перетинаються лінії, втілює яскраве, блискуче і метушливе життя мегаполісу. Мазки фарби, хаотично змішуючись, візуалізують вуличний шум.
Як і Боччоні, Маке використовує прийом кубістів, розбиваючи на окремі площини стіну будинку праворуч, підкреслюючи нестійкість композиції. Тут він також зближується з Делоне, «Симультанні вікна» якого він міг бачити в Парижі наприкінці жовтня 1912 року. Отже, картина є також першою за часом трактуванням відомої серії Делоне.